# Campionati del mondo di atletica leggera 2013 - Salto triplo maschile

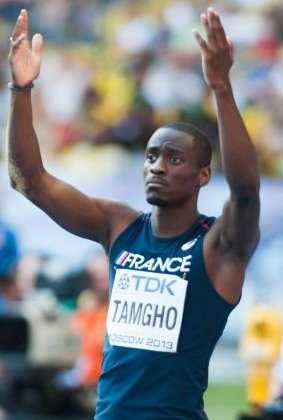
Teddy Tamgho durante i Campionati del Mondo di Atletica di Mosca 2013.

La gara di salto triplo maschile si è svolta tra venerdì 16 agosto e domenica 18 agosto 2013.

## Podio
| Pos.    | Atleta               | Nazionalità | Misura  |
| ------- | -------------------- | ----------- | ------- |
| Oro     | Teddy Tamgho         | Francia     | 18,04 m |
| Argento | Pedro Pablo Pichardo | Cuba        | 17,68 m |
| Bronzo  | Will Claye           | Stati Uniti | 17,52 m |

## Situazione pre-gara

### Record
Prima di questa competizione, il record del mondo (WR) e il record dei campionati (CR) erano i seguenti.
| Record                | Prestazione | Atleta                       | Data                           | Competizione              |
| --------------------- | ----------- | ---------------------------- | ------------------------------ | ------------------------- |
| Record mondiale       | 18,29 m     | Jonathan Edwards Regno Unito | 7 agosto 1995 Göteborg, Svezia | Campionati del mondo 1995 |
| Record dei campionati | 18,29 m     | Jonathan Edwards Regno Unito | 7 agosto 1995 Göteborg, Svezia | Campionati del mondo 1995 |

### Campioni in carica
I campioni in carica, a livello mondiale e olimpico, erano:
| Campione | Atleta                       | Prestazione | Data                                  | Competizione               |
| -------- | ---------------------------- | ----------- | ------------------------------------- | -------------------------- |
| Olimpico | Christian Taylor Stati Uniti | 17,81 m     | 9 agosto 2012 Londra, Regno Unito     | Giochi della XXX Olimpiade |
| Mondiale | Christian Taylor Stati Uniti | 17,96 m     | 4 settembre 2011 Taegu, Corea del Sud | Campionati del mondo 2011  |

### La stagione
Prima di questa gara, gli atleti con le migliori tre prestazioni dell'anno erano:
| Pos. | Atleta                       | Prestazione | Data                                             |
| ---- | ---------------------------- | ----------- | ------------------------------------------------ |
| 1    | Pedro Pablo Pichardo Cuba    | 17,69 m     | 4 giugno 2013 L'Avana, Cuba                      |
| 2    | Christian Taylor Stati Uniti | 17,66 m     | 30 giugno 2013 Birmingham, Regno Unito           |
| 3    | Will Claye Stati Uniti       | 17,47 m     | 5 luglio 2013 Chula Vista, Stati Uniti d'America |
| 3    | Teddy Tamgho Francia         | 17,47 m     | 30 giugno 2013 Birmingham, Regno Unito           |

## Risultati
| LEGENDA: | NR | Record nazionale | PB | Primato personale | SB | Primato stagionale |

### Qualificazioni
Si qualificano per la finale i concorrenti che ottengono una misura di almeno 17,05 m (Q); le migliori dodici misure (q) accedono comunque alla finale.
| Pos. | Gruppo | Nome                      | Nazionalità | 1ª prova | 2ª prova | 3ª prova | Misura | Note |
| ---- | ------ | ------------------------- | ----------- | -------- | -------- | -------- | ------ | ---- |
| 1    | A      | Teddy Tamgho              | Francia     | x        | 17,41    |          | 17,41  | Q    |
| 2    | B      | Yoann Rapinier            | Francia     | 16,79    | 17,39    |          | 17,39  | Q    |
| 3    | B      | Christian Taylor          | Stati Uniti | 17,36    |          |          | 17,36  | Q    |
| 4    | A      | Will Claye                | Stati Uniti | 16,81    | 17,08    |          | 17,08  | Q    |
| 5    | B      | Pedro Pablo Pichardo      | Cuba        | 17,06    |          |          | 17,06  | Q    |
| 6    | A      | Dong Bin                  | Cina        | x        | x        | 16,98    | 16,98  | q    |
| 7    | A      | Marian Oprea              | Romania     | 16,91    | x        | x        | 16,91  | q    |
| 8    | B      | Samyr Laine               | Haiti       | 16,87    | 16,54    |          | 16,87  | q    |
| 9    | B      | Fabrizio Schembri         | Italia      | 16,57    | 16,83    |          | 16,83  | q    |
| 10   | B      | Aleksej Fëdorov           | Russia      | x        | 15,98    | 16,83    | 16,83  | q    |
| 11   | B      | Dimitrios Tsiamis         | Grecia      | 16,69    | 16,06    | 16,47    | 16,69  | q    |
| 12   | A      | Gaëtan Saku Bafuanga Baya | Francia     | 16,63    | 16,37    | 15,91    | 16,63  | q    |
| 13   | A      | Renjith Maheshwary        | India       | 16,08    | 16,63    | 16,28    | 16,63  |      |
| 14   | B      | Viktor Kuznyetsov         | Ucraina     | 16,50    | 16,60    | x        | 16,60  |      |
| 15   | A      | Fabrizio Donato           | Italia      | x        | 16,20    | 16,53    | 16,53  |      |
| 16   | A      | Jefferson Sabino          | Brasile     | x        | 16,49    | 16,05    | 16,49  |      |
| 17   | B      | Roman Valiyev             | Kazakistan  | 16,34    | 16,43    | 15,97    | 16,43  |      |
| 18   | B      | Omar Craddock             | Stati Uniti | 14,91    | 16,18    | 16,40    | 16,40  |      |
| 19   | A      | Zlatozar Atanasov         | Bulgaria    | 16,16    | 16,04    | 16,21    | 16,21  |      |
| 20   | B      | Jonathan Drack            | Mauritius   | x        | 14,89    | 15,54    | 15,54  |      |
|      | A      | Daniele Greco             | Italia      | –        | –        | –        | DNS    |      |
|      | A      | Tosin Oke                 | Nigeria     |          |          |          | DNS    |      |

### Finale
| Pos. | Nome                      | Nazionalità | 1ª prova | 2ª prova | 3ª prova | 4ª prova | 5ª prova | 6ª prova | Misura | Note |
| ---- | ------------------------- | ----------- | -------- | -------- | -------- | -------- | -------- | -------- | ------ | ---- |
|      | Teddy Tamgho              | Francia     | 17,65    | x        | x        | 17,68    | x        | 18,04    | 18,04  | WL   |
|      | Pedro Pablo Pichardo      | Cuba        | 17,38    | 17,68    | x        | 17,22    | 17,52    | 16,98    | 17,68  |      |
|      | Will Claye                | Stati Uniti | 17,19    | 17,33    | 17,52    | 17,38    | 16,94    | 17,46    | 17,52  | SB   |
| 4    | Christian Taylor          | Stati Uniti | 16,99    | x        | 16,49    | 16,69    | 17,13    | 17,20    | 17,20  |      |
| 5    | Aleksej Fëdorov           | Russia      | 16,34    | 16,90    | x        | 16,79    | x        | 16,42    | 16,90  |      |
| 6    | Marian Oprea              | Romania     | 16,82    | x        | 16,59    | x        | x        | x        | 16,82  |      |
| 7    | Gaëtan Saku Bafuanga Baya | Francia     | 16,64    | 16,79    | 15,97    | 16,70    | 16,64    | 16,24    | 16,79  |      |
| 8    | Fabrizio Schembri         | Italia      | x        | 16,61    | 16,74    | x        | 16,00    | x        | 16,74  |      |
| 9    | Dong Bin                  | Cina        | x        | 16,65    | 16,73    |          |          |          | 16,73  |      |
| 10   | Dimitrios Tsiamis         | Grecia      | 16,66    | x        | 16,38    |          |          |          | 16,66  |      |
| 11   | Samyr Laine               | Haiti       | x        | 16,09    | x        |          |          |          | 16,09  |      |
| 12   | Yoann Rapinier            | Francia     | 13,98    | x        | 15,17    |          |          |          | 15,17  |      |